# 轮系

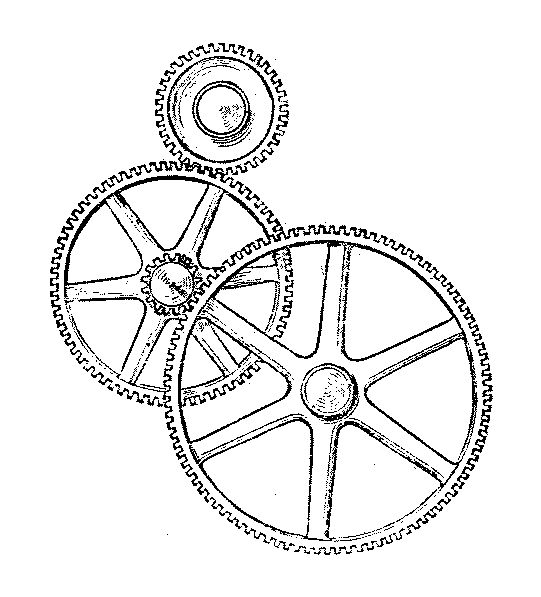
《陆军勤务训练》（1911年著）图112由齿轮、复合列车传动和力的传动

轮系是一系列齿轮相互啮合组成的传动系统。
这种机械系统提供一个齿轮到下一个齿轮的一种平滑旋转传输。齿轮齿的设计是为了确保啮合齿轮之间的啮合齿轮相互啮合而不滑动，从而使齿轮的转动平稳地从一个齿轮传递到另一个齿轮。
接触齿轮之间的转动传递可以追溯到希腊的安提基特拉机械和中国的南向战车。文艺复兴时期的科学家乔治亚·阿格里科拉(Georgius Agricola)的插图展示了圆柱型的齿轮。标准的齿轮设计是来自于渐开线齿轮的发明，这种设计则是能提供一个恒定的速度比。
齿轮和齿轮传动的特点:
- 齿轮啮合齿圈的比例定义了齿轮组的速比和机械优势。
- 行星齿轮传动装置提供了一个紧凑的齿轮减速器。
- 可以为非圆齿轮设计齿轮齿，并且仍能顺利地传递扭矩。
- 链传动和皮带传动的速度比与齿轮传动比相同，参考自行车传动装置。

## 机械优势
齿轮齿的设计使齿轮上的齿数与它的节圆半径成正比，因此啮合齿轮的圆齿圈互相滚动而不滑动。对一对啮合齿轮的速度比可以计算出螺距的半径和每个齿轮上的齿数比。
两个齿轮上的节圆上的接触点的速度v是相同的，公式如下：
```
 

  

    

      

        
v

        
=

        

          
r

          

            
A

          

        

        

          
ω

          

            
A

          

        

        
=

        

          
r

          

            
B

          

        

        

          
ω

          

            
B

          

        

        
,

        

      

    

    
{\displaystyle v=r_{A}\omega _{A}=r_{B}\omega _{B},\!}

  

```

其中具有半径rA和角速度ωA的输入齿轮A与具有半径rB和角速度ωB的输出齿轮B啮合。

## 分类
轮系按各齿轮轴线的位置是否固定分为：定轴轮系和周转轮系。

### 定轴轮系
结构特点：各齿轮的轴线均固定不动。
按定轴轮系各齿轮的轴线是否平行可以分为：平面定轴轮系和空间定轴轮系。

#### 平面定轴轮系
结构特点：各齿轮轴线相互平行。

#### 空间定轴轮系
结构特点：各齿轮轴线不平行（包含着锥齿轮传动、蜗杆传动等）。

### 周转轮系
结构特点：至少有一个齿轮的轴线不固定。
按是否有中心轮的转速为零（即固定不动）分为行星轮系和差动轮系。

#### 行星轮系
特点：有一个中心轮的转速为0。

#### 差动轮系
特点：中心轮的转速都不为0。

## 应用范围
轮系的运用范围很广泛。虽然结构有点不同，但是总结下来可以归纳以下几个方面：
1. 结构紧凑，可以获得很大的传动比（传动比可达10000）
2. 可以实现远距离传动
3. 可以实现变速（比如汽车的变速箱）
4. 可以实现变向
5. 可以合成或者分解运动